# إيرل والاس أوركهارت
إيرل والاس أوركهارت هو محامي وسياسي كندي، ولد في 22 فبراير 1921 في West Bay, Inverness County ‏ في كندا، وتوفي في 17 أغسطس 1971. نشط حزبياً في الحزب الليبرالي الكندي. وقد انتخب عضو مجلس الشيوخ الكندي ‏.